# Saint-Nazaire-de-Pézan
Saint-Nazaire-de-Pézan là một xã thuộc tỉnh Hérault trong vùng Occitanie phía nam nước Pháp.